# Carolus Holzschuh
Carolus Holzschuh (Groß-Vassach, 7 november 1939) is een Oostenrijks entomoloog.
Holzschuh werd geboren in 1939 in Groß-Vassach in Oostenrijk, hij volgde de Bundesförsterschule in Bruck en werkte in zijn jonge jaren in de Liechtensteinschen Forstverwaltung in Rosenbach. Sinds 1958 werkt hij bij het Institut für Forstschutz in Oostenrijk. Holzschuh heeft een internationale naam opgebouwd als expert op het gebied van de kevers, met name de schorskevers (Scolytidae) en boktorren (Cerambycidae). Hij schreef meer dan 60 artikelen en heeft meer dan 800 keversoorten ontdekt en voor het eerst wetenschappelijk beschreven. Zijn studiereizen brachten hem naar: Saudi-Arabië, Anatolië, Oman, Afghanistan, Pakistan, Kashmir, Laos, China, Iran en Bhutan en Nepal in het Himalayagebied. De meeste door hem beschreven kevers zijn dan ook afkomstig uit deze gebieden.